# 里诺夫·里瓦尔迪
里诺夫·里瓦尔迪（1999年11月12日—），印尼男子羽毛球運動員，隸屬針記羽毛球俱樂部成員。2022年12月27日，世界排名位列混雙第九位；搭档则是门塔里（注：东京奥运）。

## 簡歷
2015年11月，里诺夫·里瓦尔迪代表印尼参加秘魯利馬举办的世界青年羽毛球錦標賽，助印尼队赢得混合團體亚军。
2016年5月，里诺夫·里瓦尔迪与安迪卡·拉馬迪安斯亞出战印尼羽毛球國際系列賽，在男双準决赛以1比2（18-21、21-18、25-27）不敌日本的塚本好喜/山村駿介。同年7月，他代表印尼参加泰國曼谷举办的亞洲青年羽毛球錦標賽，与阿普里亚尼·拉哈育赢得亚青赛混双季军。同年10月，他與瓦尼亚·阿里安蒂·苏科措出戰越南羽毛球國際系列賽，在混双决赛以2比0（21-15、22-20）击败了队友的安迪卡·拉馬迪安斯亞/安延利卡·維拉達瑪，夺得其首个国际赛双打冠军。
2017年3月，里诺夫·里瓦尔迪与温妮·奥克塔温纳·坎道出战大阪羽毛球國際挑戰賽，在混双準决赛以0比2（14-21、20-22）不敌中国的王斯杰/倪博文。同年7月，他代表印尼参加本国举办的亞洲青年羽毛球錦標賽，随队赢得团体赛亚军。同年9月，他与安延利卡·維拉達瑪出战新加坡羽毛球國際系列賽，在混双準决赛以1比2（21-16、13-21、17-21）不敌香港的張德正/吳詠瑢。同年9月，他与安延利卡·維拉達瑪出战新加坡羽毛球國際系列賽，在混双準决赛以1比2（21-16、13-21、17-21）不敌香港的張德正/吳詠瑢。同年10月，他代表印尼参加本国举办的世界青年羽毛球錦標賽，分别联同耶烈米亚·埃里克·约舍·雅各布和皮塔·哈宁泰亚斯·门塔里赢得男双季军及混双冠军。
2018年3月，里诺夫·里瓦尔迪与皮塔·哈宁泰亚斯·门塔里出战越南羽毛球國際挑戰賽，在混双準决赛以1比2（20-22、21-11、16-21）不敌赛会4号种子、越南的杜俊德/范茹草。同年7月，他与皮塔·哈宁泰亚斯·门塔里出战秋田羽毛球大師賽，在混双準决赛以1比2（17-21、21-19、15-21）不敌日本的權藤公平/栗原文音。同年8月，他与皮塔·哈宁泰亚斯·门塔里出战越南羽毛球公開賽，在混双準决赛以1比2（16-21、21-12、12-21）不敌泰国强档的尼迪蓬·潘普佩克/沙威丽·阿米达拜。同年9月，他与皮塔·哈宁泰亚斯·门塔里出战印尼邦加勿里洞羽毛球大師賽，在混双决赛以2比0（21-19、21-18）击败了赛会4号种子、泰国强档的尼迪蓬·潘普佩克/沙威丽·阿米达拜，夺得其首个超級100賽混双冠军。

## 主要比賽成績
只列出曾進入準決賽的國際賽事成績：
| 年份   | 賽事                       | 公開賽級別 | 項目     | 搭檔                        | 成績   |
| ------ | -------------------------- | ---------- | -------- | --------------------------- | ------ |
| 2015年 | 世界青年羽毛球錦標賽       | 其他       | 混合團體 | －                          | 亞軍   |
| 2016年 | 印尼羽毛球國際系列賽       | 國際系列賽 | 男子雙打 | 安迪卡·拉馬迪安斯亞         | 準決賽 |
| 2016年 | 亞洲青年羽毛球錦標賽       | 其他       | 混合雙打 | 阿普里亚尼·拉哈育           | 季軍   |
| 2016年 | 越南羽毛球國際系列賽       | 國際系列賽 | 混合雙打 | 瓦尼亚·阿里安蒂·苏科措      | 冠軍   |
| 2017年 | 大阪羽毛球國際挑戰賽       | 國際挑戰賽 | 混合雙打 | 温妮·奥克塔温纳·坎道        | 準決賽 |
| 2017年 | 亞洲青年羽毛球錦標賽       | 其他       | 混合團體 | －                          | 亞軍   |
| 2017年 | 新加坡羽毛球國際系列賽     | 國際系列賽 | 混合雙打 | 安延利卡·維拉達瑪           | 準決賽 |
| 2017年 | 世界青年羽毛球錦標賽       | 其他       | 男子雙打 | 耶烈米亚·埃里克·约舍·雅各布 | 季軍   |
| 2017年 | 世界青年羽毛球錦標賽       | 其他       | 混合雙打 | 皮塔·哈宁泰亚斯·门塔里      | 冠軍   |
| 2018年 | 越南羽毛球國際挑戰賽       | 國際挑戰賽 | 混合雙打 | 皮塔·哈宁泰亚斯·门塔里      | 準決賽 |
| 2018年 | 秋田羽毛球大師賽           | 超級100賽  | 混合雙打 | 皮塔·哈宁泰亚斯·门塔里      | 準決賽 |
| 2018年 | 越南羽毛球公開賽           | 超級100賽  | 混合雙打 | 皮塔·哈宁泰亚斯·门塔里      | 準決賽 |
| 2018年 | 印尼邦加勿里洞羽毛球大師賽 | 超級100賽  | 混合雙打 | 皮塔·哈宁泰亚斯·门塔里      | 冠軍   |
| 2018年 | 西德·莫迪羽毛球國際賽      | 超級300賽  | 混合雙打 | 皮塔·哈宁泰亚斯·门塔里      | 亞軍   |
| 2019年 | 瑞士羽毛球公開賽           | 超級300賽  | 混合雙打 | 皮塔·哈寧泰亞斯·門塔里      | 亞軍   |
| 2019年 | 韓國羽毛球公開賽           | 超級500賽  | 混合雙打 | 皮塔·哈寧泰亞斯·門塔里      | 準決賽 |
| 2019年 | 東南亞運動會羽球比賽       | 其他       | 男子團體 | －                          | 金牌   |
| 2019年 | 東南亞運動會羽球比賽       | 其他       | 混合雙打 | 皮塔·哈寧泰亞斯·門塔里      | 銅牌   |
| 2021年 | 西班牙羽毛球大師賽         | 超級300賽  | 混合雙打 | 皮塔·哈寧泰亞斯·門塔里      | 冠軍   |
| 2021年 | 海洛羽毛球公開賽           | 超級500賽  | 混合雙打 | 皮塔·哈寧泰亞斯·門塔里      | 準決賽 |
| 2022年 | 韓國羽毛球公開賽           | 超級500賽  | 混合雙打 | 皮塔·哈寧泰亞斯·門塔里      | 準決賽 |
| 2022年 | 東南亞運動會羽毛球比賽     | 其他       | 男子團體 | －                          | 銅牌   |
| 2022年 | 東南亞運動會羽毛球比賽     | 其他       | 混合雙打 | 皮塔·哈寧泰亞斯·門塔里      | 銅牌   |
| 2022年 | 馬來西亞羽毛球大師賽       | 超級500賽  | 混合雙打 | 皮塔·哈寧泰亞斯·門塔里      | 亞軍   |
| 2022年 | 世界羽聯世界巡迴賽總決賽   | 總決賽     | 混合雙打 | 皮塔·哈寧泰亞斯·門塔里      | 準決賽 |
| 2024年 | 奧爾良羽毛球大師賽         | 超級300賽  | 混合雙打 | 皮塔·哈寧泰亞斯·門塔里      | 亞軍   |
| 2024年 | 西班牙馬德里羽毛球大師賽   | 超級300賽  | 混合雙打 | 皮塔·哈寧泰亞斯·門塔里      | 冠軍   |
| 2024年 | 泰國羽毛球公開賽           | 超級500賽  | 混合雙打 | 皮塔·哈寧泰亞斯·門塔里      | 準決賽 |
| 2024年 | 馬來西亞羽毛球大師賽       | 超級500賽  | 混合雙打 | 皮塔·哈寧泰亞斯·門塔里      | 亞軍   |
| 2025年 | 印尼羽毛球大師賽           | 超級500賽  | 混合雙打 | 丽莎·阿尤·库苏马瓦蒂        | 準決賽 |
| 2025年 | 亞洲羽毛球混合團体錦標賽   | 其他       | 混合團体 | －                          | 冠軍   |
| 2025年 | 蘇迪曼盃                   | 其他       | 混合團体 | －                          | 季軍   |

| 2007-2017年 | 首要超級賽 | 超級賽 | 黃金大獎賽 | 大獎賽 | 國際挑戰賽 | 國際系列賽 | 未來系列賽 | 其他 |

| 2018-2026年 | 總決賽 | 超級1000賽 | 超級750賽 | 超級500賽 | 超級300賽 | 超級100賽 | 國際挑戰賽 | 國際系列賽 | 未來系列賽 | 其他 |

### 奧運會和世錦賽參賽紀錄
|          | 搭檔       | 2021  | 2022 | 2023 | 2024       |
| -------- | ---------- | ----- | ---- | ---- | ---------- |
| 混合雙打 | P·H·门塔里 | 32強1 | 16強 | 16強 | 小組第四名 |

1 賽前退賽

## 主要對賽紀錄
里諾夫·里瓦爾迪與主要對手的對賽成績如下（只列出對賽三次或以上對手，僅包括影響世界排名積分的賽事，截至2025年3月6日）：
混雙 - 皮塔·哈寧泰亞斯·門塔里
| 對手                                       | 對賽次數 | 對賽結果 | 對賽結果 | 總計 |
| 對手                                       | 對賽次數 | 勝       | 負       | 總計 |
| ------------------------------------------ | -------- | -------- | -------- | ---- |
| 德揚·費迪南夏 格羅里亞·埃馬努埃萊·維德佳佳 | 4        | 4        | 0        | +4   |

| 對手                                  | 對賽次數 | 對賽結果 | 對賽結果 | 總計 |
| 對手                                  | 對賽次數 | 勝       | 負       | 總計 |
| ------------------------------------- | -------- | -------- | -------- | ---- |
| 徐承宰 蔡侑玎                         | 8        | 0        | 8        | -8   |
| 吳塤閥 賴潔敏                         | 7        | 1        | 6        | -5   |
| 渡邊勇大 五十嵐有紗                   | 7        | 0        | 7        | -7   |
| 德差蓬·保烏拉努科 沙西麗·德拉達那猜   | 7        | 0        | 7        | -7   |
| 王懿律 黃東萍                         | 6        | 0        | 6        | -6   |
| 綠川大輝 斋藤夏                       | 5        | 5        | 0        | +5   |
| 马蒂亚斯·克里斯蒂安森 亚历山德拉·博尔 | 5        | 3        | 2        | +1   |
| 陳堂傑 杜頤溈                         | 4        | 3        | 1        | +2   |
| 湯姆·吉凱爾 德爾菲娜·德爾呂           | 4        | 2        | 2        | 0    |
| 鄧俊文 謝影雪                         | 4        | 1        | 3        | -2   |
| 琼斯·拉夫利·詹森 琳达·埃弗勒          | 3        | 3        | 0        | +3   |
| 柏礼维 張淨惠                         | 3        | 3        | 0        | +3   |
| 李哲輝 許雅晴                         | 3        | 2        | 1        | +1   |
| 陳炳順 吳柳螢                         | 3        | 1        | 2        | -1   |

## 外部連結
- 里诺夫·里瓦尔迪在BWFBadminton.com（英语）
- 里诺夫·里瓦尔迪在BWF.TournamentSoftware.com（英语）
- 里诺夫·里瓦尔迪在Olympics.com（英语）
- 里诺夫·里瓦尔迪在Flashscore（英语）